# Meister des Imhoff-Altars
Als Meister des Imhoff-Altars wird ein gotischer Maler bezeichnet, der vermutlich um 1420 im Nürnberg des Mittelalters tätig war. Der namentlich nicht bekannte Künstler erhielt seinen Notnamen nach einem von ihm zwischen 1418 und 1422 geschaffenen Flügelaltar. Dieser Marienaltar war von dem Patrizier  Konrad Imhoff für die Kirche St. Lorenz in Nürnberg gestiftet worden.

## Der Imhoff-Altar

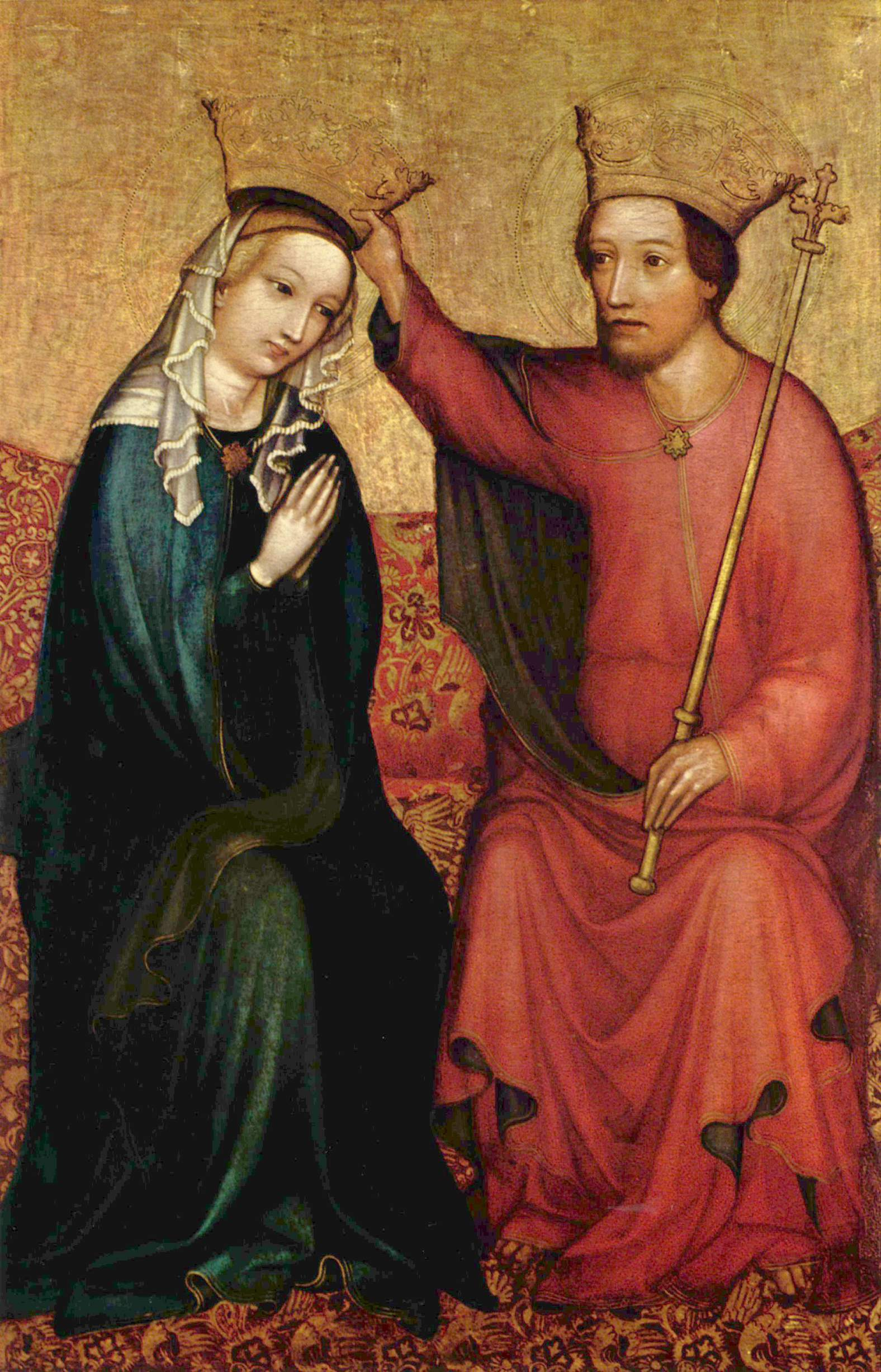
'Meister des Imhoff-Altars: Kroenung Mariens (ca. 1418–1422), Oel auf Holz; Lorenzkirche, geöffnete Ansicht

Der nach dem Stifter benannte Imhoff-Altar mit einem Mittelteil mit der Krönung Mariens in Goldgrundmalerei sowie Flügeln mit Darstellungen von Aposteln befindet sich noch in der Kirche. Eventuell war der Altar das Epitaph für Anna Imhoff, die dritte Ehefrau des Stifters. Auf den Innenflügeln ist das Stifterporträt von Berthold Imhoff mit Anna sowie zwei weiteren seiner bereits ebenfalls verstorbenen Ehefrauen zu sehen.
Ein heute abgetrennter Teil des Imhoff-Altars, der sich im Germanischen Nationalmuseum befindet, wird dem Meister des Bamberger Altars von 1429 zugeschrieben.
Der Meister des Imhoff-Altars war eventuell auch für den von Berthold Deichsler, einem anderen Nürnberger Patrizier und ebenfalls in der  Kirche St. Lorenz zu Nürnberg befindlichen Altar verantwortlich.
Es wurde vorgeschlagen, den Imhoff-Altar wie auch den  Deichsler-Altar (heute Gemäldegalerie Berlin) dem um 1400 in Nürnberg tätigen Maler Berthold Landauer zuzuordnen. Diese schon Anfang des Endes des 19. Jahrhunderts entstandene These bleibt jedoch umstritten und die Werke werden weiterhin unter dem Notnamen des Meisters des Imhoff-Altars, manchmal auch unter dem Namen eines Meisters des Deichsler-Altars geführt.
Der Meister des Imhoff-Altars scheint zwar wie viele seiner Zeitgenossen in Nürnberg durch böhmische Malerei beeinflusst gewesen zu sein. Jedoch zeigt der Imhoff-Altar eine Wendung hin zu einer strengeren und weniger reichen Darstellung in kräftigeren Farben als sie für die böhmische Malerei typisch waren.

## Werke (Auswahl)
- Imhof-Altar, sechs Tafeln in St. Lorenz, Imhoffempore sowie zwei weitere Nürnberg, Germanisches Nationalmuseum